# Maison de Flogeac
La maison de Flogeac est une maison située en France sur la commune de Salers, en région Auvergne-Rhône-Alpes.

## Localisation
Le monument se trouve place Tyssandier-d'Escous et rue des Nobles dans le centre de Salers.

## Historique

### Protection
La maison est inscrite aux monuments historiques, à l'exception des parties classées, par arrêté du 19 mai 1927. Quant aux façades et aux toitures, elles ont été classées par arrêté du 19 juillet 1929.